# Roland-Friedrich Messner
Roland-Friedrich Messner (* 4. März 1925 in München; † 4. Mai 2010 ebenda) war ein deutscher Politiker (CSU).
Messner besuchte die Volks- und Aufbauschule und nahm als Kriegsfreiwilliger am Zweiten Weltkrieg teil, in dem er viermal verwundet wurde. Er saß bis 1947 in Kriegsgefangenschaft und war danach zunächst kaufmännischer Angestellter, studierte politische Wissenschaften in München, Berlin und Mainz und war ehrenamtlicher Vertreter und Betreuer von Kriegsbeschädigten, Witwen, Waisen und Rentnern. Danach war er Personalsachbearbeiter der Firma Siemens und wurde Ende 1957 als Studienleiter an die Evangelische Akademie Tutzing berufen. Er war auch Verwaltungsrichter beim Bayerischen Verwaltungsgericht.
Am 1. Oktober 1958 wurde Messner Mitglied der CSU, bei der er ab Februar 1969 stellvertretender Vorsitzender des CSU-Bezirksverbands München war. Von 1966 bis 1974 war er Mitglied des Bayerischen Landtags. Auch war er Gründungsvorsitzender des Vereins der Freunde des Bayerischen Staatsschauspiels.